# 22. Berlini Nemzetközi Filmfesztivál
A 22. Berlini Nemzetközi Filmfesztivál 1972. június 23. és július 4. között került megrendezésre. Az Arany Medve díjat Pier Paolo Pasolini filmje, a Canterbury mesék nyerte.

## Zsűri
Az alábbi emberek voltak a fesztivál zsűrijének tagjai:
- Eleanor Perry, amerikai író és forgatókönyvíró - Zsűrielnök
- Fritz Drobilitsch-Walden, osztrák író, újságíró és kritikus
- Francis Cosne, francia író és producer
- Rita Tushingham, brit színésznő
- Tinto Brass, olasz filmkészítő
- Yukichi Shinada, japán filmkritikus
- Julio Coll, spanyol filmkészítő
- Hans Hellmut Kirst, nyugat-német író
- Herbert Oberscherningkat, nyugat-német újságíró és producer

## A fesztivál programja
Az alábbi filmek voltak versenyben az Arany Medve- és az Ezüst Medve-díjakért:
| Magyar cím                                                 | Eredeti cím                                                | Rendező                  | Ország                            |
| ---------------------------------------------------------- | ---------------------------------------------------------- | ------------------------ | --------------------------------- |
| La casa sin fronteras                                      | La casa sin fronteras                                      | Pedro Olea               | Spanyolország                     |
| Az audiencia                                               | L'udienza                                                  | Marco Ferreri            | Olaszország, Franciaország        |
| Le Bar de la Fourche                                       | Le Bar de la Fourche                                       | Alain Levent             | Franciaország                     |
| Petra von Kant keserű könnyei                              | Die bitteren Tränen der Petra von Kant                     | Rainer Werner Fassbinder | Nyugat-Németország                |
| Canterbury mesék                                           | I racconti di Canterbury                                   | Pier Paolo Pasolini      | Olaszország                       |
| Lukket avdeling                                            | Lukket avdeling                                            | Arnljot Berg             | Norvégia                          |
| Da mußte die böse Frau die ganzen Mohrrüben selber fressen | Da mußte die böse Frau die ganzen Mohrrüben selber fressen | Thomas Keck              | Nyugat-Németország                |
| Flyaway                                                    | Flyaway                                                    | Robin Lehman             | Egyesült Királyság                |
| Hammersmith Is Out                                         | Hammersmith Is Out                                         | Peter Ustinov            | Amerikai Egyesült Államok         |
| Smekmånad                                                  | Smekmånad                                                  | Claes Lundberg           | Svédország                        |
| A kórház                                                   | The Hospital                                               | Arthur Hiller            | Amerikai Egyesült Államok         |
| A fogoly ítéletre vár                                      | Detenuto in attesa di giudizio                             | Nanni Loy                | Olaszország                       |
| João en het mes                                            | João en het mes                                            | George Sluizer           | Brazília, Hollandia               |
| Az eltűnt hivatalnok                                       | Den forsvundne fuldmægtig                                  | Gert Fredholm            | Dánia                             |
| Lo B'Yom V'Lo B'Layla                                      | לא ביום ולא בלילה                                          | Steven Hilliard Stern    | Izrael, Amerikai Egyesült Államok |
| A Strucc kávéház vendégei                                  | Man sku være noget ved musikken                            | Henning Carlsen          | Dánia                             |
| A vénlány                                                  | La Vieille Fille                                           | Jean-Pierre Blanc        | Franciaország, Olaszország        |
| Olympia – Olympia                                          | Olympia – Olympia                                          | Jochen Bauer             | Nyugat-Németország                |
| Seokhwachon                                                | 석화촌                                                     | Jung Jin-woo             | Dél-Korea                         |
| Az ördög hatalma                                           | The Possession of Joel Delaney                             | Waris Hussein            | Amerikai Egyesült Államok         |
| Yakusoku                                                   | 約束                                                       | Kōichi Saitō             | Japán                             |
| Reshma Aur Shera                                           | रेशमा और शेरा                                                  | Sunil Dutt               | India                             |
| The Selfish Giant                                          | The Selfish Giant                                          | Peter Sander             | Kanada                            |
| Tragovi crne devojke                                       | Tragovi crne devojke                                       | Zdravko Randić           | Jugoszlávia                       |
| Top of the Heap                                            | Top of the Heap                                            | Christopher St. John     | Amerikai Egyesült Államok         |
| Három etűd                                                 | Tri etide za Cathy i Miloša                                | Jože Pogačnik            | Jugoszlávia                       |
| Weekend of a Champion                                      | Weekend of a Champion                                      | Frank Simon              | Egyesült Királyság                |

## Győztesek
- Arany Medve: Canterbury mesék (Pier Paolo Pasolini)
- Ezüst Medve díj a legjobb rendezőnek: Jean-Pierre Blanc (A vénlány)
- Ezüst Medve díj a legjobb színésznőnek: Elizabeth Taylor (Hammersmith Is Out)
- Ezüst Medve díj a legjobb színésznek: Alberto Sordi (A fogoly ítéletre vár)
- Ezüst Medve díj egyedülálló teljesítményért: Peter Ustinov (Hammersmith Is Out)
- Zsűri Nagydíja: A kórház (Arthur Hiller)

## Fordítás
- Ez a szócikk részben vagy egészben  a(z)   22nd Berlin International Film Festival című angol Wikipédia-szócikk fordításán alapul.  Az eredeti cikk szerkesztőit annak laptörténete sorolja fel. Ez a jelzés csupán a megfogalmazás eredetét és a szerzői jogokat jelzi, nem szolgál a cikkben szereplő információk forrásmegjelöléseként.